# Свириденко, Георгий Владимирович
Георгий Владимирович Свириденко (род. 3 декабря 1962 года, Минск, Белорусская ССР, СССР) — советский, белорусский гандболист. Заслуженный мастер спорта СССР (1988).
Родной брат олимпийской чемпионки по баскетболу Ирины Сумниковой.

## Карьера
Первый тренер — Анатолий Чукаткин.
- СКА (Минск) — 1981—1990
- «Ортиджиа», Сиракузы, Италия и CUS, Палермо, Италия — 1991—1993
- «Блау-Вайс Шпандау», Берлин, Германия — 1993—1995.
- С 1995 по 1996 г. — тренер команды СКА, 1996—2000 гг. — тренер «Блау-Вайс Шпандау», 2000—2003 гг. — тренер команды «Бремен», с 2003 г. и по настоящее время — тренер «Райникендорфер Фюксе» (Берлин).

## Достижения
- Олимпийский чемпион 1988 (6 игр, 12 мячей)
- Серебряный призёр чемпионата мира 1990
- Чемпион мира среди юниоров 1983 г.
- Чемпион СССР 1984—1986 гг., 1988—1989 гг.
- Серебряный призёр чемпионатов СССР 1982—1983, 1987 гг.
- Обладатель Кубка европейских чемпионов 1987—1990 гг. в составе команды СКА (Минск).
- Обладатель Кубка кубков европейских стран 1983, 1988 г. в составе команды СКА (Минск).
- Обладатель Суперкубка 1989 г. в составе команды СКА (Минск).
- Кавалер ордена Почёта (1989).